# Качский кори
Кори (кач. कोरी, гудж. કોરી, синдхи ڪوري) — основная денежная единица княжества Кач до 1947 года.

## История
Название происходит от санскритского слова kumari (в переводе — дочь). 
Первые монеты датируются XVII веком, а последние были выпущены в 1947 году.
Кори использовался не только на территории Кача, но и на всём полуострове Катхиявар.
Делился на 24 докдо или на 48 трамбийо. Выпускались только монеты. В 1947 году был заменён индийской рупией по курсу 1 рупия = 3,5 кори.

## Монеты
Чеканились монеты следующих номиналов:
- Медные: 1 трамбийо (1⁄48 кори), 1 докдо (1⁄24 кори), 1 дхингло (11⁄2 докдо, 1⁄16 кори), 1 дхабу (3 докдо, 1⁄8 кори), 1 пайало (1⁄4 кори), 1 адхио (1⁄2 кори);
- Серебряные: 1 адхио (1⁄2 кори), 1 кори, 21⁄2 кори, 5 кори;
- Золотые: 25 кори, 50 кори, 100 кори.

### Памятные
В 1947 году в честь объявления независимости Индии были выпущены памятные монеты: серебряная, номиналом 5 кори и золотая, номиналом 1 мохур (25 кори). На реверсе они, в отличие от всех остальных выпусков Кача, содержат его малый герб и надпись «जय हिन्द», которая переводится как «Победа Индии».

## Банкноты
Банкноты для обращения не печатались, однако в 1946 году британской компанией Waterlow and Sons Limited была выпущена серия пробных банкнот. Этот выпуск содержит портрет махараджи Кача и надписи на английском и качи. На данный момент известны в единственном экземпляре.
| Изображение | Номинал (кори) | Размеры (мм) | Основные цвета | Аверс | Реверс | Каталожный номер |
| ----------- | -------------- | ------------ | -------------- | ----- | ------ | ---------------- |
|             | 25             |              |                |       |        | PS341            |
|             | 50             |              |                |       |        | PS342            |
|             | 100            |              |                |       |        | PS343            |
|             | 500            |              |                |       |        | PS344            |